# Мост Босидэн
Мост Босидэн (кит. 波司登大桥) — мост, пересекающий реку Янцзы, расположенный на территории городского округа Лучжоу; 4-й по длине основного пролёта арочный мост в мире (3-й в Китае). Является частью скоростной автодороги G93 Чэнду — Чунцин.

## Характеристика
Мост соединяет западный (северный) и восточный (южный) берега реки Янцзы в северной части уезда Хэцзян городского округа Лучжоу.
Длина — 841 м. Мост представлен однопролётной арочной конструкцией с дорожным полотном посередине. Длина основного пролёта — 530 м. Арочная конструкция решётчатая (по принципу сквозных ферм) и выполнена из стали, где трубчатые основные арки заполнены бетоном. Дорога моста крепится на тросах арки.
Один из шести мостов через реку Янцзы в городском округе Лучжоу.